# Dueling Banjos
«Dueling Banjos»  es una composición instrumental de Arthur "Guitar Boogie" Smith, compuesta en 1955 para banjo bajo el título Feudin' Banjos y que incorpora riffs de Yankee Doodle. Smith la grabó para un banjo de cuatro cuerdas acompañada por el músico Don Reno en el banjo bluegrass de cinco cuerdas.
La versión de Eric Weissberg y Steve Mandell alcanzó la posición número 2 durante 4 semanas en el Hot 100 de 1973, en todas ellas detrás de Killing Me Softly With His Song de Roberta Flack, y la primera posición durante dos semanas en el mismo año en la lista de música contemporánea para adultos.
La canción alcanzó la fama al ser incluida en la película Deliverance de 1972, la cual fue el origen de una demanda por parte del compositor ya que fue incluida sin su permiso. Un cover de Steve Ouimette (con guitarras eléctricas, bajo y batería) se incluyó como contenido descargable en el videojuego Guitar Hero World Tour. La agrupación Toy Dolls también la incluyó en su álbum Absurd-Ditties.

## Uso enDeliverance
En la película Deliverance, Billy Redden aparece en una escena interpretándola junto a Ronny Cox quien lo acompaña en la guitarra. Redden interpreta el papel de un retrasado con una habilidad extraordinaria para tocar el banjo. Sin embargo, dado que Redden no podía tocar el banjo, un músico local Mike Addis se ocultó detrás de Redden e interpretó la pieza. 
Dos músicos jóvenes, Ron Brentano and Mike Russo, habían sido contratados para interpretar su adaptación para la película, pero finalmente se optó por otros intérpretes.
Los arreglos de "Dueling Banjos" para la película los realizaron de Eric Weissberg y Steve Mandell y se incluyeron en su banda sonora. La omisión de los créditos para Smith como compositor derivó en una demanda que Smith finalmente ganó, recibiendo crédito y royalties

## Desempeño en las listas
| Listas (1973)                          | Posiciones |
| -------------------------------------- | ---------- |
| Canadian RPM Top Singles               | 2          |
| Canadian RPM Adult Contemporary Tracks | 1          |
| Canadian RPM Country Tracks            | 9          |
| U.S. Billboard Hot 100                 | 2          |
| U.S. Billboard Easy Listening          | 1          |
| U.S. Billboard Hot Country Singles     | 5          |